# Saldanhabaai

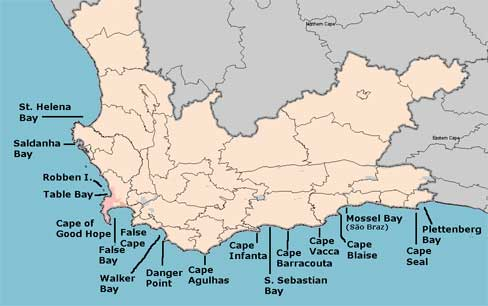
de locatie van de Saldanhabaai

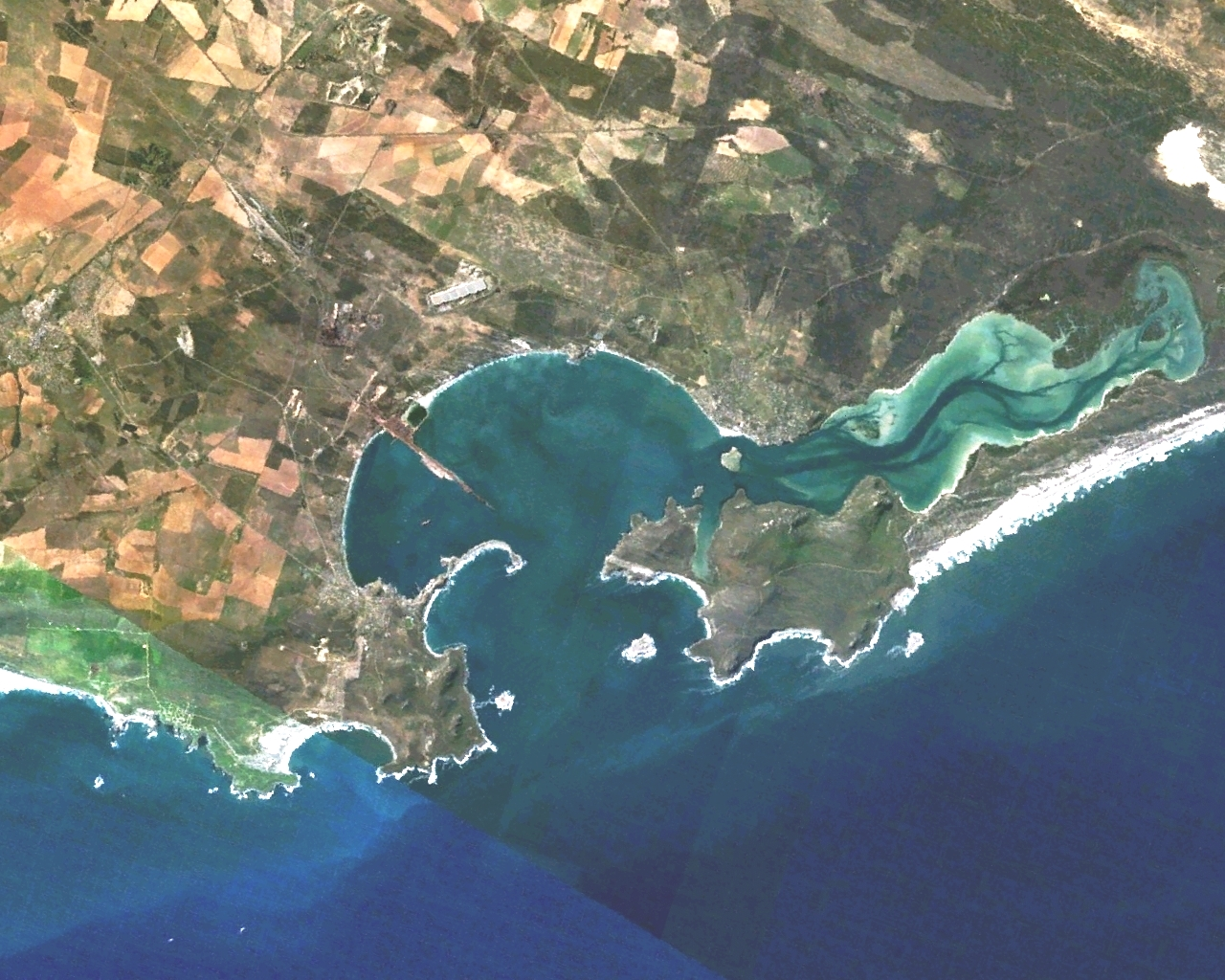
Satellietbeeld van de baai

De Saldanhabaai is een zee-inham en haven aan de zuidwestkust van de Zuid-Afrikaanse provincie West-Kaap, op zo'n 140 kilometer van Kaapstad. De baai is de grootste natuurlijke haven van de zuidwestkust van Afrika.
De baai is vernoemd naar António de Saldanha, kapitein van een schip in de vloot van Afonso d'Albuquerque, die Zuid-Afrika in het jaar 1503 bezocht. Aanvankelijk droeg de Tafelbaai bij Kaapstad deze naam, maar dat is in 1601 veranderd in Tafelbaai, verwijzend naar de Tafelberg. De naam Saldanhabaai is toen gegeven aan de inham aan de westkust.
Wegens het droge achterland heeft de baai voor een lange tijd geen rol gespeeld voor de Zuid-Afrikaanse zeevaart en economie. Tijdens de Tweede Wereldoorlog is de baai echter wegens zijn strategische ligging een belangrijk ankerpunt voor konvooischepen geweest.

## Geschiedenis
De baai is het decor van een groot verlies dat de Republiek leed in de Vierde Engelse Zee-oorlog, in 1781.
De VOC verloor er vijf retourschepen van de rijk beladen kerstvloot die in de Tafelbaai lag en op gewapende geleide moesten wachten, om beschermd te worden tegen de Engelse vijand. Met het oog op de Kaapse winterstormen was de Tafelbaai een te gevaarlijke plaats. De Heren Zeventien bevolen daarom dat de Simonsbaai en Saldanhabaai als ligplaatsen moesten dienen; het stormrisico werd hoger aangeslagen dan het risico van kapende Engelsen. Een fatale inschatting, want op 13 mei onderschepte een Engels schip het schip De Held Woltemade, waaruit de Engelsen vernamen dat er vijf retourschepen in de Saldanhabaai lagen: de Hoogkarspel, Honkoop, Middelburg, Parel en Dankbaarheyt. Daarop volgde de kaping van het vijftal schepen.
In augustus 1796 werd in de Saldanhabaai een eskader van negen schepen van de Nederlandse Bataafse Marine door een Engels eskader van Lord Elphingstone tot overgave gedwongen. De schepen werden buitgemaakt en de bemanningen werden krijgsgevangen gemaakt. 